# Череваха (село)
Черева́ха — село в Україні, у Маневицькій селищній громаді Камінь-Каширського району Волинської області. Населення становить 837 осіб.
На північ від села розташований ландшафтний заказник загальнодержавного значення «Урочище Джерела».

## Історія
У 1906 році село Городківської волості Луцького повіту Волинської губернії. Відстань від повітового міста 65 верст, від волості 12. Дворів 63, мешканців 373.
19 липня 2020 року, в результаті адміністративно-територіальної реформи та ліквідації  Маневицького району, село увійшло до складу новоутвореного Камінь-Каширського району.

## Населення
Згідно з переписом УРСР 1989 року чисельність наявного населення села становила 717 осіб, з яких 338 чоловіків та 379 жінок.
За переписом населення України 2001 року в селі мешкали 832 особи.

### Мова
Розподіл населення за рідною мовою за даними перепису 2001 року:
| Мова       | Відсоток |
| ---------- | -------- |
| українська | 99,40 %  |
| російська  | 0,36 %   |
| молдовська | 0,24 %   |